# Ken Hitchcock

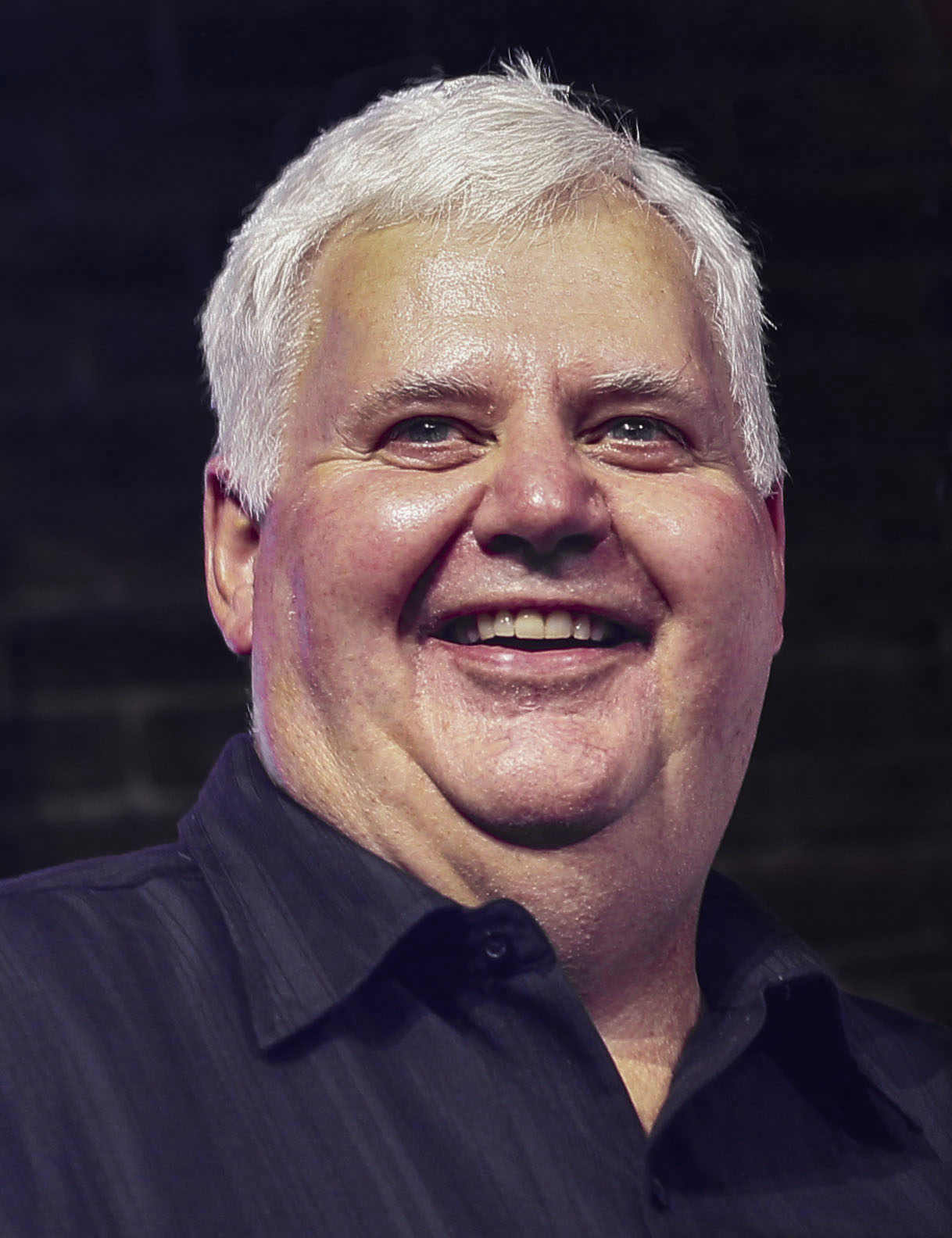
Ken Hitchcock, 2014.

Kenneth S. Hitchcock, född 17 december 1951 i Edmonton, Alberta, är en kanadensisk ishockeytränare som är rådgivare till Dave Tippett som är tränare för Edmonton Oilers i NHL.
Hitchcock var under sin karriär huvudtränare för NHL-lagen Dallas Stars, St. Louis Blues, Columbus Blue Jackets och Philadelphia Flyers. Med Dallas Stars vann han Stanley Cup 1999 samt två raka Presidents' Trophy säsongerna 1997–98 och 1998–99. 
Säsongen 2011–12 vann Hitchcock Jack Adams Award som tilldelas årets tränare i NHL.
Han meddelade den 13 april 2018 att han skulle avsluta sin karriär.
Hitchcock tog, trots sin pension, över Edmonton Oilers när Todd McLellan sparkades den 20 november 2018.

## Statistik
M = Matcher, V = Vinster, F = Förluster, O = Oavgjorda, ÖF = Förluster på övertid eller straffar, P = Poäng
| Lag                   | År        | Grundserie | Grundserie | Grundserie | Grundserie | Grundserie | Grundserie | Grundserie              | Slutspel                        |
| Lag                   | År        | M          | V          | F          | O          | ÖF         | P          | Resultat                | Resultat                        |
| --------------------- | --------- | ---------- | ---------- | ---------- | ---------- | ---------- | ---------- | ----------------------- | ------------------------------- |
| Dallas Stars          | 1995–96   | 43         | 15         | 23         | 5          | –          | 35         | 6:a i Central Division  | Missade slutspel                |
| Dallas Stars          | 1996–97   | 82         | 48         | 26         | 8          | –          | 104        | 1:a i Central Division  | Förlorade i första rundan       |
| Dallas Stars          | 1997–98   | 82         | 49         | 22         | 11         | –          | 109        | 1:a i Central Division  | Förlorade i Conferencefinalen   |
| Dallas Stars          | 1998–99   | 82         | 51         | 19         | 12         | –          | 114        | 1:a i Pacific Division  | Vann Stanley Cup                |
| Dallas Stars          | 1999–2000 | 82         | 43         | 23         | 10         | 6          | 102        | 1:a i Pacific Division  | Förlorade i Stanley Cup-finalen |
| Dallas Stars          | 2000–01   | 82         | 48         | 24         | 8          | 2          | 106        | 1:a i Pacific Division  | Förlorade i andra rundan        |
| Dallas Stars          | 2001–02   | 50         | 23         | 17         | 6          | 4          | (56)       | (sparkad)               | –                               |
| Philadelphia Flyers   | 2002–03   | 82         | 45         | 20         | 13         | 4          | 107        | 2:a i Atlantic Division | Förlorade i andra rundan        |
| Philadelphia Flyers   | 2003–04   | 82         | 40         | 21         | 15         | 6          | 101        | 1:a i Atlantic Division | Förlorade i Conferencefinalen   |
| Philadelphia Flyers   | 2005–06   | 82         | 45         | 26         | –          | 11         | 101        | 2:a i Atlantic Division | Förlorade i första rundan       |
| Philadelphia Flyers   | 2006–07   | 8          | 1          | 6          | –          | 1          | (3)        | (sparkad)               | –                               |
| Columbus Blue Jackets | 2006–07   | 62         | 28         | 29         | –          | 5          | 61         | 4:a i Central Division  | Missade slutspel                |
| Columbus Blue Jackets | 2007–08   | 82         | 34         | 36         | –          | 12         | 80         | 4:a i Central Division  | Missade slutspel                |
| Columbus Blue Jackets | 2008–09   | 82         | 41         | 31         | –          | 10         | 92         | 4:a i Central Division  | Förlorade i första rundan       |
| Columbus Blue Jackets | 2009–10   | 58         | 22         | 27         | –          | 9          | (55)       | (sparkad)               | –                               |
| St. Louis Blues       | 2011–12   | 69         | 43         | 15         | –          | 11         | 97         | 1:a i Central Division  | Förlorade i andra rundan        |
| St. Louis Blues       | 2012–13   | 48         | 29         | 17         | –          | 2          | 60         | 2:a i Central Division  | Förlorade i första rundan       |
| St. Louis Blues       | 2013–14   | 82         | 52         | 23         | –          | 7          | 111        | 2:a i Central Division  | Förlorade i första rundan       |
| St. Louis Blues       | 2014–15   | 82         | 51         | 24         | –          | 7          | 109        | 1:a i Central Division  | Förlorade i första rundan       |
| St. Louis Blues       | 2015–16   | 82         | 49         | 24         | –          | 9          | 107        | 2:a i Central Division  | Förlorade i Conferencefinalen   |
| St. Louis Blues       | 2016–17   | 50         | 24         | 21         | –          | 5          | (53)       | (sparkad)               | –                               |
| Dallas Stars          | 2017–18   | 82         | 42         | 32         | –          | 8          | 92         | 6:a i Central Division  | Missade slutspel                |
| Edmonton Oilers       | 2018–19   |            |            |            |            |            |            |                         |                                 |
| Totalt                | Totalt    | 1536       | 823        | 506        | 88         | 119        | 1321       |                         |                                 |